# Системы записи чисел
Система записи чисел — способ представления чисел в письменном виде.

## Единичная система записи
По-видимому, хронологически первая система записи чисел каждого народа, овладевшего счётом. Натуральное число изображается путём повторения одного и того же знака (чёрточки или точки). Например, чтобы изобразить число 26, нужно провести 26 чёрточек (или сделать 26 засечек на кости, камне и т. д.). Впоследствии, ради удобства восприятия больших чисел, эти знаки группируются по три или по пять. Затем равнообъёмные группы знаков начинают заменяться каким-либо новым знаком — так возникают прообразы будущих цифр.

## Системы записи чисел разных народов

### Древнеегипетская система записи
Древнеегипетская десятичная непозиционная система счисления возникла во второй половине третьего тысячелетия до н. э. Для обозначения чисел 1, 10, 102, 103, 104, 105, 106, 107 использовались специальные цифры. Числа в египетской системе записи записывались как комбинации этих цифр, в которых каждая из цифр повторялась не более девяти раз. Значение числа равно простой сумме значений цифр, участвующих в его записи.

### Алфавитные системы записи
Алфавитными системами записи пользовались древние армяне, грузины, греки (ионическая система записи), арабы (абджадия), евреи (см. гематрия), индийцы (акшара-санкхья) и другие народы Ближнего Востока. В славянских богослужебных книгах греческая алфавитная система была переведена на буквы кириллицы.

#### Еврейская система записи
Еврейская система записи в качестве цифр использует 22 буквы еврейского алфавита. Каждая буква имеет своё числовое значение от 1 до 400 (см. также Гематрия). Ноль отсутствует. Цифры, записанные таким образом, наиболее часто можно встретить в нумерации лет по иудейскому календарю.

#### Греческая система записи
Греческая система записи, также известная как ионийская или новогреческая — непозиционная система записи. Алфавитная запись чисел, в которой в качестве символов для счёта, употребляют буквы классического греческого алфавита, а также некоторые буквы доклассической эпохи, такие как ϛ (стигма), ϟ (коппа) и ϡ (сампи).

### Римская система записи
Каноническим примером почти непозиционной системы записи является римская, в которой в качестве цифр используются латинские буквы:
I обозначает 1,
V — 5,
X — 10,
L — 50,
C — 100,
D — 500,
M — 1000
Например, II = 1 + 1 = 2
здесь символ I обозначает 1 независимо от места в числе.
На самом деле, римская система не является полностью непозиционной, так как меньшая цифра, идущая перед большей, вычитается из неё, например:
IV = 4, в то время как:
VI = 6

### Система счисления майя
Майя использовали 20-ичную систему счисления за одним исключением: во втором разряде было не 20, а 18 ступеней, то есть за числом (17)(19) сразу следовало число (1)(0)(0). Это было сделано для облегчения расчётов календарного цикла, поскольку (1)(0)(0) = 360 примерно равно числу дней в солнечном году.
Для записи основными знаками были точки (единицы) и отрезки (пятёрки).

### Кипу инков
Прообразом баз данных, широко использовавшихся в Центральных Андах (Перу, Боливия) в государственных и общественных целях в I—II тысячелетии н. э., была узелковая письменность Инков — кипу, состоявшая как из числовых записей десятичной системы, так и не числовых записей в двоичной системе кодирования. В кипу применялись первичные и дополнительные ключи, позиционные числа, кодирование цветом и образование серий повторяющихся данных. Кипу впервые в истории человечества использовалось для применения такого способа ведения бухгалтерского учёта как двойная запись.